# Hans Jantzen
Hans Jantzen est un historien de l’art allemand, né le 24 avril 1881 à Hambourg et mort le 15 février 1967 à Fribourg-en-Brisgau.

## Biographie
Hans Jantzen est né le 24 avril 1881 à Hambourg. Après avoir étudié l’histoire de l’art, l’archéologie et la philosophie dans les universités de Hambourg et de Halle, il entreprend à partir de 1909 une série de voyages d’étude qui l’emmènent aux Pays-Bas, en France et en Italie. à son retour en Allemagne en 1912, il présente un doctorat d’État à l’université de Halle, lui permettant d’obtenir en 1916 la chaire d’histoire de l’art de l’université de Fribourg.
Alors qu’il s’était intéressé dans un premier temps à la peinture hollandaise de l’époque moderne, Jentz se tourne après la Première Guerre mondiale vers l’architecture et la sculpture gothiques, qui deviendront ses sujets de prédilection. En 1931, il est nommé professeur à l’université de Francfort, puis à celle de Munich à partir de 1935. Il est brièvement suspendu de ses fonctions au lendemain de la Seconde Guerre mondiale, le temps que les chambres de dénazification examinent ses relations avec l’idéologie nazie, mais peut ensuite reprendre l’enseignement à l’université de Munich, où il reste en poste jusqu’à sa retraite en 1951.
Jentz meurt le 15 février 1967 à Fribourg-en-Brisgau.

## Œuvres principales
- Über der gotisch Kirchenraum, 1928 ;
- Das Münster zu Freiburg, 1929 ;
- Das Münster zu Straßburg, 1933 ;
- Burgundische Gotik, 1948 ;
- Dürer als Maler, 1952 ;
- Kunst der Gotik, Klassische Kathedralen Frankreichs: Chartres, Reims, Amiens, 1957 ;
- Die Hagia Sophia des Kaisers Justinian in Konstantinopel, 1967.